# Козявкин, Владимир Ильич
Даниил Данилов Козявкин (9 июня 1947, Острожец, Ровенская область — 16 декабря 2022, Трускавец, Львовская область) — советский и украинский врач-невролог, мануальный терапевт, разработчик одной из современных систем реабилитации больных детским церебральным параличом, профессор, генеральный директор Международной клиники восстановительного лечения. Герой Украины (2001).

## Биография
Козявкин Владимир Ильич родился 9 июня 1947 года на Украине, в городе Острожец Ровенской области.
В 1971 году окончил Гродненский медицинский институт.
Работал врачом в брестской психиатрической больнице, на станции скорой медицинской помощи в городе Дубно Ровенской области. Затем занимался медицинской и научной деятельностью в ведомственной клинике ТАСС, в Москве.
В 1989—1990 годах, при содействии международных организаций, Козявкин открывает во Львове реабилитационный центр «Элита», в котором внедряется разработанная им система интенсивной нейрофизиологической реабилитации больных детским церебральным параличом.
В 1993 году в бальнеологическом курорте Трускавец было открыто отделение центра, затем на его базе создана Международная клиника восстановительного лечения.

## Награды и звания
- Герой Украины с вручением ордена Державы (21.08.2001).
- За выдающиеся личные заслуги в области развития медицины, разработку новых методик лечения и реабилитации награждён рядом государственных наград Украины: орденом За заслуги ІІІ степени (1997), орденом Князя Ярослава Мудрого V степени (2005).
- Знак отличия Президента Украины — юбилейная медаль «20 лет независимости Украины» (19 августа 2011 года)[2]
- В 1994 году В. И. Козявкину присвоено почётное звание «Заслуженный деятель науки и техники Украины».
- Лауреат Государственной премии Украины в области науки и техники (1999).

## Научная деятельность
В период работы в Москве В. И. Козявкин сотрудничал с ведущим советским специалистом по лечению и реабилитации детей с ДЦП, профессором К. А. Семёновой. Благодаря ей разработанная Козявкиным система интенсивной нейрофизиологической реабилитации была признана в Советском Союзе.
Начиная с 1989 года В. И. Козявкин принимает участие в международных научных конгрессах и конференциях, а разработанные им методики с успехом применяются на практике в созданном Львовском реабилитационном центре «Элита». В 1992 году защитил кандидатскую диссертацию «Мануальная терапия в реабилитации больных детским церебральным параличом». С 1993 года постановлением Кабинета Министров Украины СИНР (или метод Козявкина) была официально признана на Украине и рекомендована для внедрения в практику медицинских учреждений.
В 1996 году В. И. Козявкин защитил докторскую диссертацию на тему «Структурно-функциональные нарушения церебральных и спинальных структур при детском церебральном параличе и система реабилитации этих больных». В настоящее время система интенсивной нейрофизиологической реабилитации признана в мировой практике. Так в изданном, в Германии энциклопедическом издании по детской ортопедии метод Козявкина считают одним из четырёх самых эффективных методов лечения больных ДЦП.
В марте 2009 года по приглашению вице-президента Европейского парламента В. И. Козявкин выступил на специальной конференции перед депутатами Евросоюза, где представил основы системы реабилитации, историю её развития и результаты применения.
Является автором (соавтором) более 80 научных работ, в том числе:
- Детские церебральные параличи. Медико-психологические проблемы (1999, соавтор)
- Детские церебральные параличи. Основы клинической реабилитационной диагностики (1999, соавтор)
- Система интенсивной нейрофизиологической реабилитации по методу Козявкина (1999)
- Das System der Intensiven Neurophysiologischen Rehabilitation (SINR) bei ICP-Kozijavkin-Metode (1999)
- New Rehabilitation System for Treatment of Patients with Cerebral Palsy (1999)
- New Rehabilitation for Patiens with Cerebral Palsy (1999)
- Система інтенсивної нейрофізіологічної реабілітації (2000)
- Раціональне використання сучасних технологій лікування хворих з органічними ураженнями мозку (2000, соавтор)
- Актуальність проблеми мінімальної мозкової дисфункції у дітей для медичної реабілітації (2000, соавтор)
- Das System der intensiven Neurophysiologischen Rehabilitation (SINR) (2000, соавтор)
- Therapie bei Patienten mit infantiler Zerebralparese nach dem System der intensiven Neurophysiologischen Rehabilitation (SINR) (2000, соавтор).